# David Winning
David Winning est un réalisateur, acteur, producteur, scénariste, monteur et directeur de la photographie canadien né le 8 mai 1961 à Calgary (Canada).

## Filmographie

### comme réalisateur
- 1977 : The Visitors (court métrage 10 min)
- 1978 : Game Over (court métrage)
- 1980 : Sequence
- 1982 : Profile (série TV)
- 1982 : All Star Comedy (TV)
- 1987 : Turbulences (Storm)
- 1992 : Meurtre dans l'objectif (Killer Image)
- 1996 : Double Face (Profile for Murder)
- 1997 : Dead Man's Gun (TV)
- 1997 : Power Rangers Turbo, le film (Turbo: A Power Rangers Movie)
- 1997 : Pièges de diamants (Exception to the Rule)
- 1997 : One of Our Own
- 1998 : La Légende de Merlin (Merlin) (TV)
- 1999 : Une famille en sursis (Don't Look Behind You) (TV)
- 2002 : Ce soir je veillerai sur toi (He Sees You When You're Sleeping) (TV)
- 2006 : Past Sins (Une femme modèle) (TV)
- 2006 : Dinosapien
- 2007 : Something Beneath
- 2007 : Les Guêpes mutantes (Black Swarm)
- 2008 : Swamp Devil
- 2008 : Le Monstre des marais
- 2010 : Todd and the Book of Pure Evil
- 2016 : Amour, orgueil et préjugés
- 2018 : Coup de foudre sur les pistes (Winter's Dream) (TV)
- 2020 : L’amour revient toujours à Noël (téléfilm)

### comme acteur
- 1978 : Game Over : Body In Elevator / Voice on Tape Machine
- 1982 : All Star Comedy (TV) : Phil Donahue, Rod Serling, Primitive Man, Others
- 1983 : Superman 3 : Commuter
- 1987 : Turbulences (Storm) : Young Jim / Voice of Radio Announcer / Man in the Wilderness (dream)
- 1996 : Double Face (Profile for Murder) : Boyfriend on Answering Machine (voix)
- 2006 : Past Sins (TV) : Voice / News Announcer / Informant / Reverend on telephone
- 2011 : New York, unité spéciale (saison 13, épisode 8) : le père en colère

### comme producteur
- 1977 : The Visitors
- 1978 : Game Over
- 1980 : Sequence
- 1987 : Turbulences (Storm)
- 1992 : Meurtre dans l'objectif (Killer Image)
- 2000 : Cameras Rolling: 20 Days on Set (TV)

### comme scénariste
- 1977 : The Visitors
- 1978 : Game Over (court métrage)
- 1980 : Sequence
- 1987 : Turbulences (Storm)
- 1992 : Meurtre dans l'objectif (Killer Image)

### comme monteur
- 1977 : The Visitors (court métrage)
- 1978 : Game Over (court métrage)
- 1982 : All Star Comedy (TV)
- 1992 : Meurtre dans l'objectif (Killer Image)

### comme directeur de la photographie
- 1977 : The Visitors (court métrage)
- 1978 : Game Over (court métrage)